# Schumann Nunatak
Schumann Nunatak är en nunatak i Antarktis. Den ligger i Östantarktis. Nya Zeeland gör anspråk på området. Toppen på Schumann Nunatak är 1 611 meter över havet.
Terrängen runt Schumann Nunatak är platt åt sydväst, men åt nordost är den kuperad. Trakten är obefolkad. Det finns inga samhällen i närheten.